# Чемпіонат світу з хокею із шайбою 2021 (дивізіон II, жінки)
Чемпіонат світу з хокею із шайбою 2021 (Дивізіон ІІ) — скасований чемпіонат світу з хокею із шайбою ІІХФ, який мав відбутися в двох групах.
Збірна Австралії виграла першість у групі В та підвищилась до групи А але через пандемію COVID-19 її залишили в групі В.
18 листопада 2020 року обидва турніри були скасовані через пандемію COVID-19.

## Група А
| Поз | Команда           | М | В | ВО | ПО | П | ГЗ | ГП | Різ | О | Кваліфікація або пониження |
| --- | ----------------- | - | - | -- | -- | - | -- | -- | --- | - | -------------------------- |
| 1   | Латвія            | 0 | 0 | 0  | 0  | 0 | 0  | 0  | 0   | 0 | Вихід до Дивізіону І B     |
| 2   | Велика Британія   | 0 | 0 | 0  | 0  | 0 | 0  | 0  | 0   | 0 |                            |
| 3   | Іспанія (H)       | 0 | 0 | 0  | 0  | 0 | 0  | 0  | 0   | 0 |                            |
| 4   | Мексика           | 0 | 0 | 0  | 0  | 0 | 0  | 0  | 0   | 0 |                            |
| 5   | Північна Корея    | 0 | 0 | 0  | 0  | 0 | 0  | 0  | 0   | 0 |                            |
| 6   | Китайський Тайбей | 0 | 0 | 0  | 0  | 0 | 0  | 0  | 0   | 0 | Вибуття до Дивізіону ІІ B  |

## Група В
| Поз | Команда       | М | В | ВО | ПО | П | ГЗ | ГП | Різ | О | Кваліфікація або пониження |
| --- | ------------- | - | - | -- | -- | - | -- | -- | --- | - | -------------------------- |
| 1   | Австралія     | 0 | 0 | 0  | 0  | 0 | 0  | 0  | 0   | 0 | Вихід до Дивізіону ІІ А    |
| 2   | Ісландія      | 0 | 0 | 0  | 0  | 0 | 0  | 0  | 0   | 0 |                            |
| 3   | Туреччина     | 0 | 0 | 0  | 0  | 0 | 0  | 0  | 0   | 0 |                            |
| 4   | Хорватія (H)  | 0 | 0 | 0  | 0  | 0 | 0  | 0  | 0   | 0 |                            |
| 5   | ПАР           | 0 | 0 | 0  | 0  | 0 | 0  | 0  | 0   | 0 |                            |
| 6   | Нова Зеландія | 0 | 0 | 0  | 0  | 0 | 0  | 0  | 0   | 0 | Знялась зі змагань         |

1. ↑  Нова Зеландія знялась зі змагань 27 жовтня 2020.[5]